# Cyprian (Breslau)
Cyprian (* vor 1181; † 16. November 1207) war 1198–1201 Bischof von Lebus und 1201–1207 Breslau.

## Prämonstratenser-Chorherr
Cyprian war möglicherweise Chorherr der Prämonstratenserabtei Cappenberg in Westfalen. 1181 wurde ein Cyprian als Chorherr im Prämonstratenserstift in Seelau in Böhmen genannt. 1193 wurde Cyprian als erster Abt des neuen Prämonstratenserstiftes St. Vinzenz in Breslau erwähnt.

## Bischof von Lebus
1199 wurde Cyprian als Bischof von Lebus in einer Papsturkunde genannt. Weitere Information zu dieser Zeit sind nicht erhalten.

## Bischof von Breslau
Nach dem Tod des Breslauer Bischofs Jaroslaw wurde Cyprian 1201 zu dessen Nachfolger gewählt. Als Bischof zählte er zu den engen Begleitern der Herzöge Heinrichs I. und Heinrich des Bärtigen, deren Kolonisationsbemühungen in Schlesien er unterstützte. 1203 wurde unter seiner Beteiligung in Trebnitz das erste Frauenkloster Schlesiens mit Zisterzienserinnen gegründet.
Bischof von Breslau war er bis zu seinem Tod 1207. Sein Leichnam wurde er angeblich in der Klosterkirche des Zisterzienserstifts Leubus bestattet.